# Homophileurus amazonicus
Homophileurus amazonicus är en skalbaggsart som beskrevs av Hermann Julius Kolbe 1910. Homophileurus amazonicus ingår i släktet Homophileurus och familjen Dynastidae. Inga underarter finns listade i Catalogue of Life.